# Susana Rojas
Susana Rojas (Arauca, 16 de enero de 1985) es una actriz colombiana. Se dio a conocer en la telenovela Chepe Fortuna.

## Filmografía

### Televisión
- Darío Gómez, el rey del despecho (2024) - Silvia Arcila[1]
- La sustituta (2024) - Eva Cortés (Participación especial)
- El abrazo que no te di (2023)[2]
- MalaYerba (2021) — Carla Espitia[3]
- El Cartel de los Sapos: el origen (2021) — Deisy[4][5]
- Enfermeras (2019-2021) — Paula Rivera
- Bolívar (2019) — Rocio
- El final del paraíso (2019) — Yadith Rangel
- El general Naranjo ( 2019) — Zaida
- María Magdalena (2018-2019) — Cande
- Ingobernable (2018) — Rosa
- El Comandante (2017)
- No olvidarás mi nombre (2017) — Lucía Martinez / Susana Rengifo
- Venganza (2017) — Laura López
- La ley del corazón (2016-2017) — Luz Dary
- Contra el tiempo (2016) — Patricia Pineda
- Anónima (2015-2016) — Yudy Mariño
- Narcos (2015-2016) — Pretty Woman
- Secretos del paraíso (2014) — Marisol
- La playita (2014) — Liliana
- Flor salvaje (2011) — Ana Monteverde
- Chepe Fortuna (2010-2011) — Yadira Cienfuegos
- Pandillas, Guerra y Paz II (2009-2010) — María Fernanda "La Tigrilla"
- Las trampas del amor (2009)
- Tu voz estéreo (2008)
- Padres e hijos (2004-2008)

## Cine
- Sana que sana (2022)[6]
- Retratos de mar de mentiras (2010)

## Premios y nominaciones

### Premios India Catalina
| Año  | Categoría                                      | Telenovela o Serie     | Resultado |
| ---- | ---------------------------------------------- | ---------------------- | --------- |
| 2018 | Mejor actriz protagónica de telenovela o serie | No olvidarás mi nombre | Nominada  |